# Ramon Llull
Ramon Llull (lat. Raimundus Lullus) (Palma de Mallorca, 1232./1233. - na putu od Tunisa do Mallorce, 29. lipnja 1316.), katalonski pisac, filozof, teolog i mistik. Smatra se tvorcem katalonske proze i pjesništva.
Prozvan je doctor illuminatus, zbog toga što je u duhovnosti isticao prosvjetljenje.

## Životopis
Rodio se gradu Palmi u uglednoj plemićkoj obitelji te je bio paž kao mladić na aragonskom dvoru, a kasnije dvorski učitelj. Naučio je latinski i arapski, a pisao je pjesme i filozofske rasprave na katalonskom jeziku pa se smatra začetnikom katalonskog književnog jezika. Predavao je u Parizu i Montpellieru, a putovao je na misionarska putovanja u Napulj, Siciliju i sjevernu Afriku.
Godinama je proučavao islamsku i kršćansku teologiju, a potkraj života djelovao je kao misionar u Africi. Zastupao je jedinstvo vjere i razuma, teologije i filozofije.

## Alkemijska djela
Pripisuje mu se mnoštvo knjiga i rukopisa o alkemiji, no izvjesno je da se većinom radi o apokrifnim spisima koje su napisali njegovi učenici nakon njegove smrti. Među tim djelima, koja su mu atributirana, izdvajaju se "Oporuka" (Testamentum), "Dodatak oporuci" (Codicillus), "Pokusi" (Experimenta), "O tajnama prirode" (De secretis naturae) i "Zlatotvorno umijeće" (Ars aurifera).

## Djela
- "Knjiga o kontemplaciji" (kat. Llibre de contemplació de Déu) (1297.)
- "Veliko umjeće" (Ars magna) (1305.)
- "Knjiga o poganima i o trima mudracima"